# Angora flygfält
Angora flygfält är ett flygfält i Bolivia. Det ligger i departementet Beni, i den centrala delen av landet, 500 kilometer norr om huvudstaden Sucre. Angora flygfält ligger 223 meter över havet. Start- och landningsbanan är 1 550 meter lång.
Terrängen runt Angora flygfält är mycket platt. Intill banan finns bara gården Angora med några hus.